# Naviband
Navi – białoruski zespół indiepopowy, założony na początku 2013, reprezentant Białorusi w 62. Konkursie Piosenki Eurowizji (2017).

## Historia zespołu

### Przed założeniem zespołu
W skład zespołu wchodzą wokalista i gitarzysta Arciom Łukianienka oraz wokalistka i klawiszowiec Ksienija Żuk. Duet współpracuje także z basistą Uładzisłauem Czaszczawikiem, gitarzystą Alaksandrem Tabolskim i bębniarzem Uładzimirem Biehierem.
Łukianienka urodził się w Głębokim, ukończył dziennikarstwo na Białoruskim Uniwersytecie Państwowym i pracował w radiu Stalica. Był także gitarzystą zespołu Tim Erna. Jego matka jest nauczycielką biologii w gimnazjum, do którego uczęszczał. Żuk urodziła się w Mińsku, jej rodzice wykładali na Białoruskim Państwowym Uniwersytecie Pedagogicznym. Muzyką zajmuje się od dzieciństwa, a jej talent wokalny został zauważony przez Władimira Kurłowicza, gdy miała 11 lat. Ona sama uczy dzieci śpiewu w szkole muzycznej. Była również wokalistką zespołu Sonika. Oboje aktywnie propagują język białoruski. Łukianienka i Żuk poznali się 14 lutego 2013, 5 września 2014 w Mińsku wzięli ślub, a 1 maja 2018 doczekali się narodzin syna Macieja.

### 2014–2015:ŁowiiSoncam sahretyja

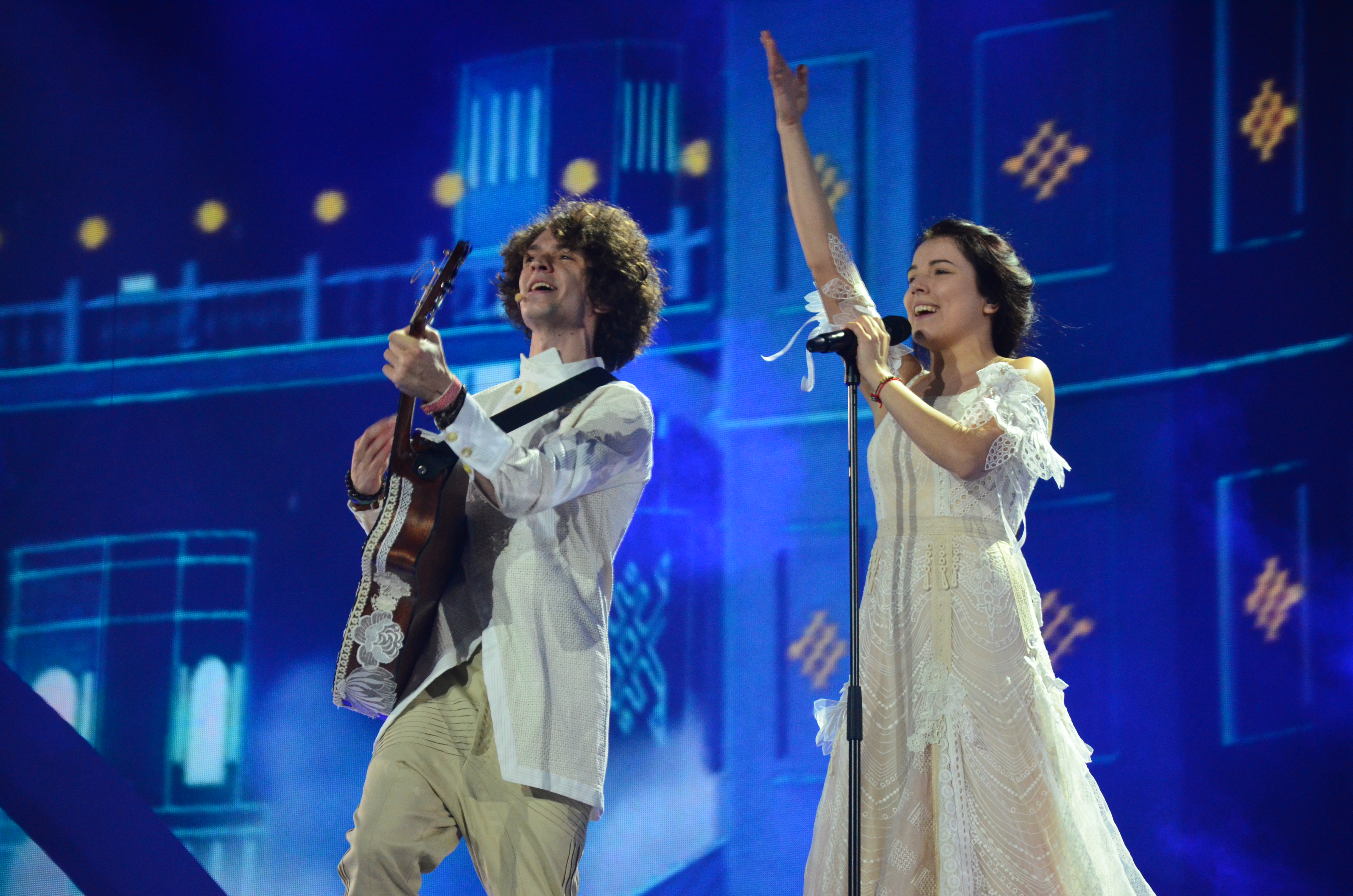
Zespół Navi podczas prób do występu w 62. Konkursu Piosenki Eurowizji, maj 2017

W 2014 wydali dwa albumy studyjne: Łowi w styczniu i Soncam sahretyja w grudniu. Ich utwór „Abdymi mianie” otrzymał nagrodę Lira dla „najlepszej białoruskojęzycznej piosenki roku 2014”. W 2015 wygrali konkurs dla młodych białoruskojęzycznych wykonawców Zaśpiawaj 2.0 z piosenką „Żar-ptuszka” grupy Siabry oraz własną kompozycją „Płakali wiatry”. Był również nominowany do nagrody Heroi hodu-2015.

### 2016–2017: Konkurs Piosenki Eurowizji,IlluminacijaiAdnoj darohaj

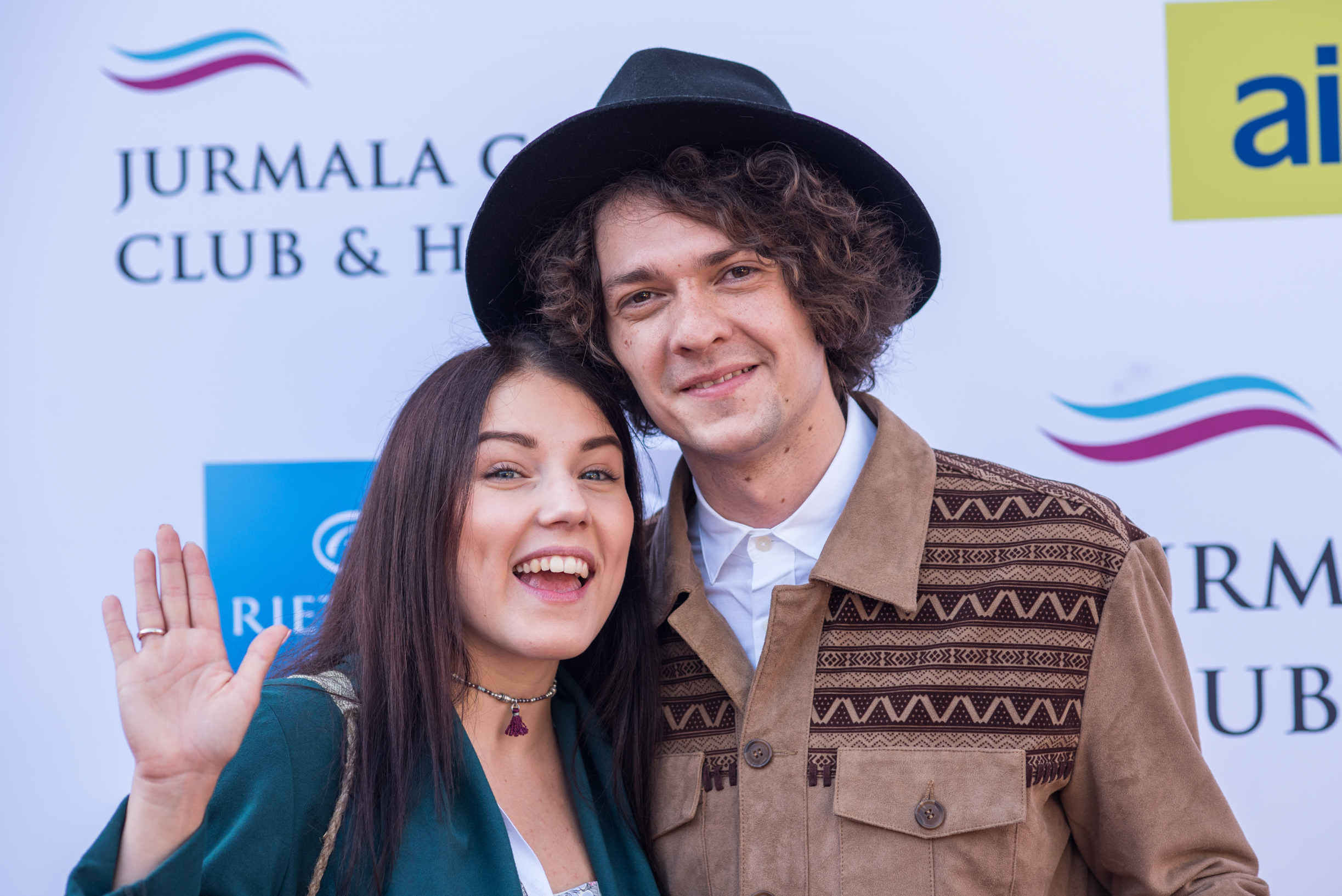
Navi w Jurmale w lipcu 2017

W 2016 wzięli udział w krajowych eliminacjach do 61. Konkursu Piosenki Eurowizji z utworem „Heta ziamlia”. W finale selekcji duet zajął 4. miejsce. W sierpniu tegoż roku stworzyli oficjalną piosenkę piłkarskiej reprezentacji Białorusi, „Napierad, Biełakrylyja”, a miesiąc później Joss Stone podczas pobytu w Mińsku zaśpiewała wraz z duetem fragment utworu „Abdymi mianie”.
W 2017 ponownie wzięli udział w krajowych eliminacjach eurowizyjnych, tym razem z piosenką „Historyja majho życcia”. W finale selekcji zajęli pierwsze miejsce dzięki zdobyciu 18 punktów (6 od widzów i 12 od jury), zostając reprezentantami Białorusi w 62. Konkursie Piosenki Eurowizji organizowanym w Kijowie. Był to pierwszy w historii konkursu utwór wykonany w języku białoruskim. W dniu finału białoruskich eliminacji, tj. 20 stycznia 2017, wydali kolejny album studyjny, zatytułowany Illuminacija, na którym znalazł się m.in. eurowizyjny singel. Łącznie na płycie znalazło się osiem utworów rosyjskojęzycznych i cztery białoruskojęzyczne.

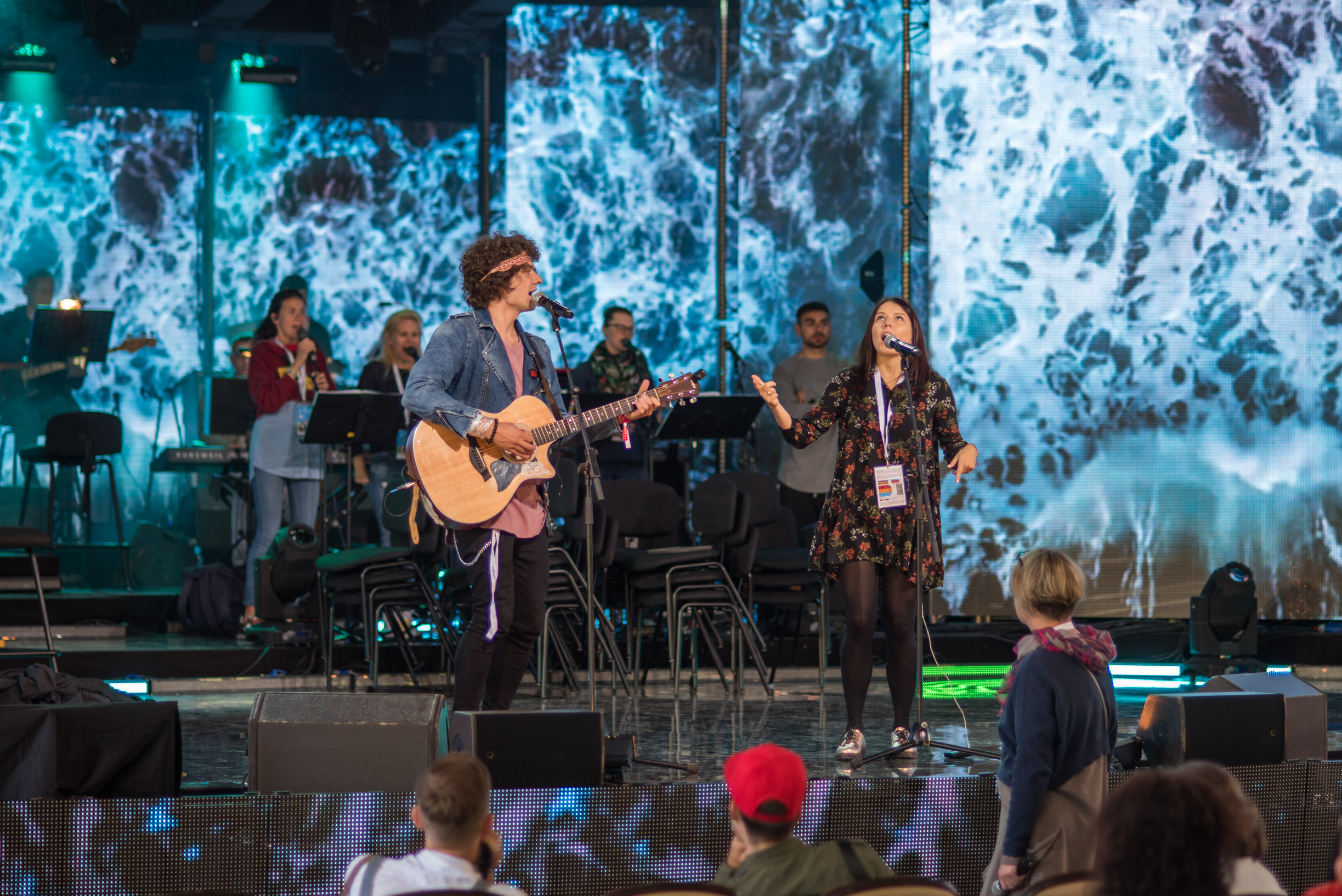
Navi podczas próby przed koncertem w Jurmale, 2017

Po wyborze na reprezentantów kraju wystąpili w przedeurowizyjnych koncertach promocyjnych w Rydze, Tel Awiwie i Amsterdamie. Ponadto eurowizyjny utwór otrzymał nagrodę Lira dla „najlepszej białoruskojęzycznej piosenki roku 2016”. W Kijowie wystąpili w drugim półfinale konkursu jako czternasty w kolejności i zajęli dziewiąte miejsce ze 110 punktami, dzięki czemu awansowali do finału. Zaprezentowali się jako trzeci w kolejności i uplasowali się na 17. pozycji z 83 punktami.
W czerwcu 2017 zostali ambasadorami kampanii reklamowej Coca-Coli na Białorusi Adczuj heta leta pa-swojmu, na potrzeby której stworzyli białoruskojęzyczny tekst piosenki „Taste the Feeling” (używanej w reklamach firmy na całym świecie) oraz własną aranżację tego utworu. W październiku 2017 zapowiedzieli wydanie do końca roku kolejnego albumu, Adnoj darohaj, który ostatecznie został wydany 8 grudnia 2017. Wszystkie piosenki na płycie są w języku białoruskim. 4 grudnia zaprezentowali teledysk do piosenki „А dzie żywiesz ty?”, w którym ogłosili, że spodziewają się dziecka. Ich syn, Maciej urodził się 1 maja 2018.

### 2018–2019: Kariera po konkursie Eurowizji iNaviband
16 lutego 2018 wystąpili w trakcie interwałów podczas finału białoruskich eliminacji do 63. Konkursu Piosenki Eurowizji. Miesiąc później zostali ambasadorami wielkanocnej kampanii reklamowej sieci sklepów Jewroopt.
Duet był także jednym z członków międzynarodowego jury podczas czeskich selekcji do Konkursu Piosenki Eurowizji 2018 oraz podawał wyniki białoruskiego głosowania podczas finału tego konkursu.
We wrześniu 2018 opublikowali piosenkę w języku ukraińskim, „Sumne more”.
5 grudnia 2019 zespół wydał swój piąty album, Naviband.

### od 2020: protesty na Białorusi
W 2020 roku, podczas protestów na Białorusi, duet opublikował dwa utwory, mające na celu wsparcie protestujących, „Inszymi” i „Diewoczka w biełom”, która jest poświęcona protestującym kobietom. Pierwszy z nich zaśpiewali na żywo podczas jednego z protestów. W listopadzie tegoż roku wydali kolejny utwór poświęcony protestującym Białorusinom, „Million bolszych sierdiec”. W 2021 roku, z okazji Dnia Wolności wraz z zespołem Val wydali piosenkę „Wolnyja sny”.

## Koncerty zagraniczne

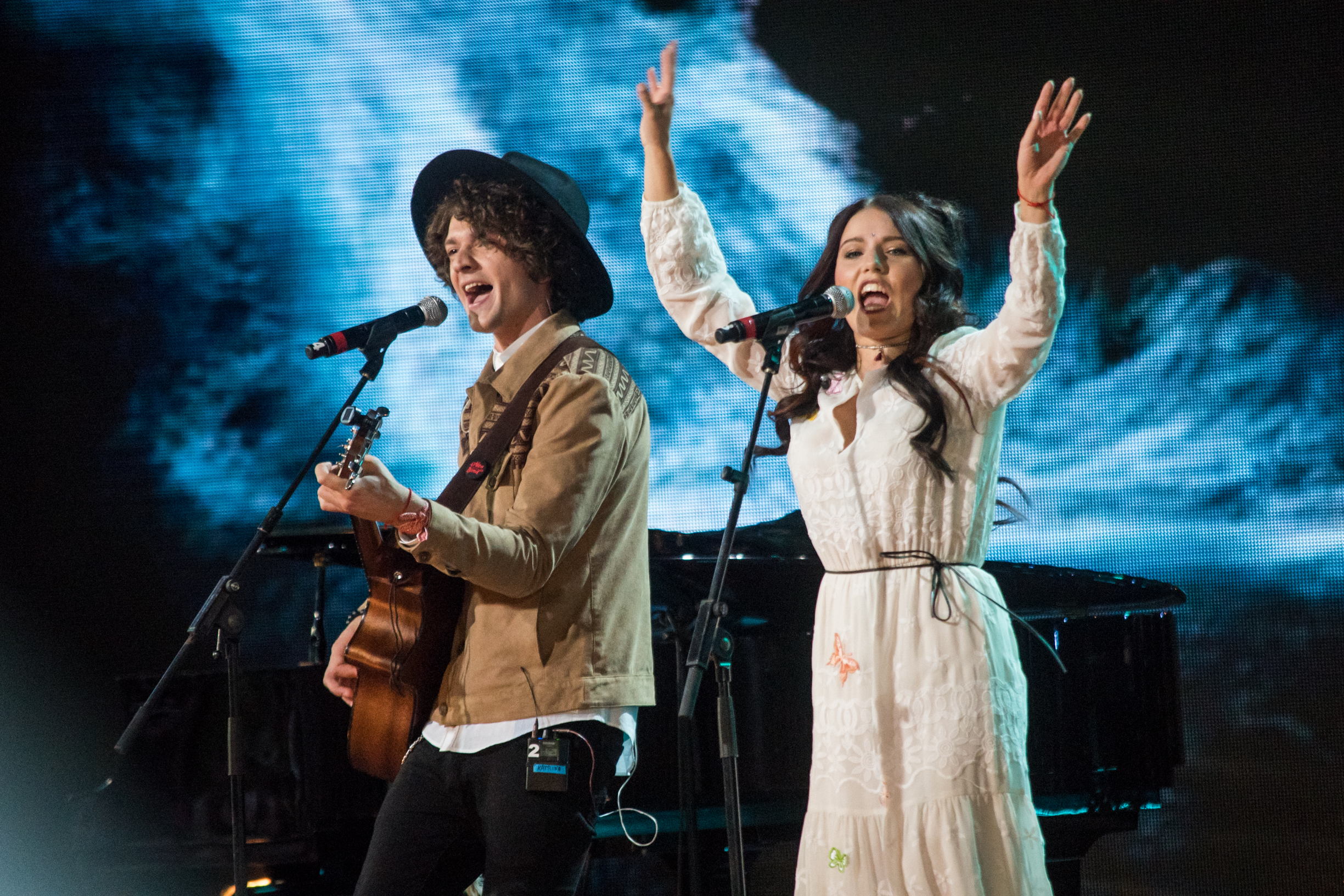
Navi podczas koncertu w Jurmale, 2017

Wielokrotnie występowali w Polsce, m.in. na Halfway Festival 2014, na festiwalu Basowiszcza w 2015 (zwycięzcy części konkursowej), na festiwalu Jesień Bardów (Bardauskaja Vosień) w 2014, 2015 i 2016 oraz na festiwalu Europejski Stadion Kultury w 2019 roku (wraz z Grzegorzem Hyżym). 6 października 2016 zespół zagrał także koncert w Warszawie. Wielokrotnie występował także w Rosji, m.in. na festiwalu Dikaja miata w 2015 i Płatonowskim festiwalu iskusstw w Woroneżu w 2019. Duet koncertował również na Łotwie, m.in. podczas festiwalu Laima Rendez-Vous w Jurmale w 2017, na Ukrainie oraz w Czechach.

## Dyskografia

### Albumy studyjne
- Łowi (2014)
- Soncam sahretyja (2014)
- Illuminacija (2017)
- Adnoj darohaj (2017)
- NaviBand (2019)